# Leonard Nelson
Leonard Nelson (født 11. juli 1882 i Berlin, død 29. oktober 1927 i Göttingen) var en tysk matematiker og filosof.
Nelson leverede vigtige bidrag til matematikkens udvikling. Han stod også for at forny Immanuel Kants filosofi, som han gav et psykologisk grundlag. Endelig er han kendt for at genoplive og popularisere den sokratiske dialog eller den sokratiske metode.